# Nemapogon barikotellus
Nemapogon barikotellus är en fjärilsart som beskrevs av Petersen 1973. Nemapogon barikotellus ingår i släktet Nemapogon och familjen äkta malar.
Artens utbredningsområde är Afghanistan. Inga underarter finns listade i Catalogue of Life.